# 松本政吉
松本 政吉（まつもと まさきち、1867年（慶応3年） - 没年不明）は、日本の建築技師。京都府生まれ、旧姓は岩田。
1896年（明治29年）、場所付雇として宮内省内匠寮に入り、翌々年に宮内技手となる。1913年（大正2年）には大正天皇の即位の礼に際して準備委員会書記を命ぜられ、木子幸三郎の下で二条離宮饗宴場を設計した。のち、1922年（大正11年）に宮内技師となり退官した。